# Kloster Gnadental (Neuss)
Kloster Gnadental ist ein ehemaliges Kloster der Zisterzienserinnen, dessen Überreste sich heute am Rand des Neusser Stadtteils Gnadental an der Erft befinden.

## Geschichte
Das Kloster dürfte im zweiten Viertel des 13. Jahrhunderts – vermutlich von einem Ritter Hermann von Forst, der den Grund und Boden bereitstellte – gegründet worden sein und verdankt seine Entstehung der religiösen Frauenbewegung des Hochmittelalters. Eine Ablassurkunde von 1250 bezeugt die Existenz des Zisterzienserinnenklosters ad Vallem gratie (Gnadental). 1252 wurden die Nonnen der Aufsicht des Zisterzienserklosters Heisterbach unterstellt, was 1310 vom Generalkapitel des Ordens bestätigt wurde.
Um 1420 sorgte der Heisterbacher Abt für eine Reform der heruntergekommenen Gemeinschaft. Vereinzelte Nachrichten in der Frühen Neuzeit lassen erkennen, dass Klausur und klösterliche Disziplin eingehalten wurden.
Im Verlauf des 16. Jahrhunderts wurde Gnadental zu einem adeligen Kloster, das keine Bürgerlichen mehr aufnahm. Der Konvent dürfte im 17. und 18. Jahrhundert nicht wesentlich mehr als etwa 10 Damen umfasst haben.
Am 29. Juli 1474, dem ersten Tag der Belagerung von Neuss  wurde das Kloster von burgundischen Söldnern geplündert und verwüstet. Während des Truchsessischen Krieges 1585/86 verschanzte sich in den Klosteranlagen eine Truppe des Kurfürsten Ernst. Während der Belagerung von Neuss 1586 schlug Alexander Farnese von Parma sein Hauptquartier im Kloster auf. Hier fand auch am 1. August 1586 seine Siegesfeier statt.
Im Herbst 1794 flüchteten die Gnadentaler Zisterzienserinnen vor den anrückenden Franzosen und mussten in der Fremde ihr mitgenommenes Silbergerät für ihren Lebensunterhalt verkaufen. 1802 wurde das Kloster aufgehoben. Die Maria geweihte Klosterkirche wurde in der Folgezeit abgebrochen (auch das Siegel der Abtei zeigte die Gottesmutter).
Auf dem Gelände befindet sich heute das Gut Gnadental, das nur noch geringfügige Spuren der klösterlichen Vergangenheit zeigt. Seit 1996 ist es Sitz der Firma Zülow, die zur Erinnerung an das Kloster im Innenhof eine kleine Kapelle errichtete, deren Altarbild von dem Neusser Künstler Dieter Patt geschaffen wurde.

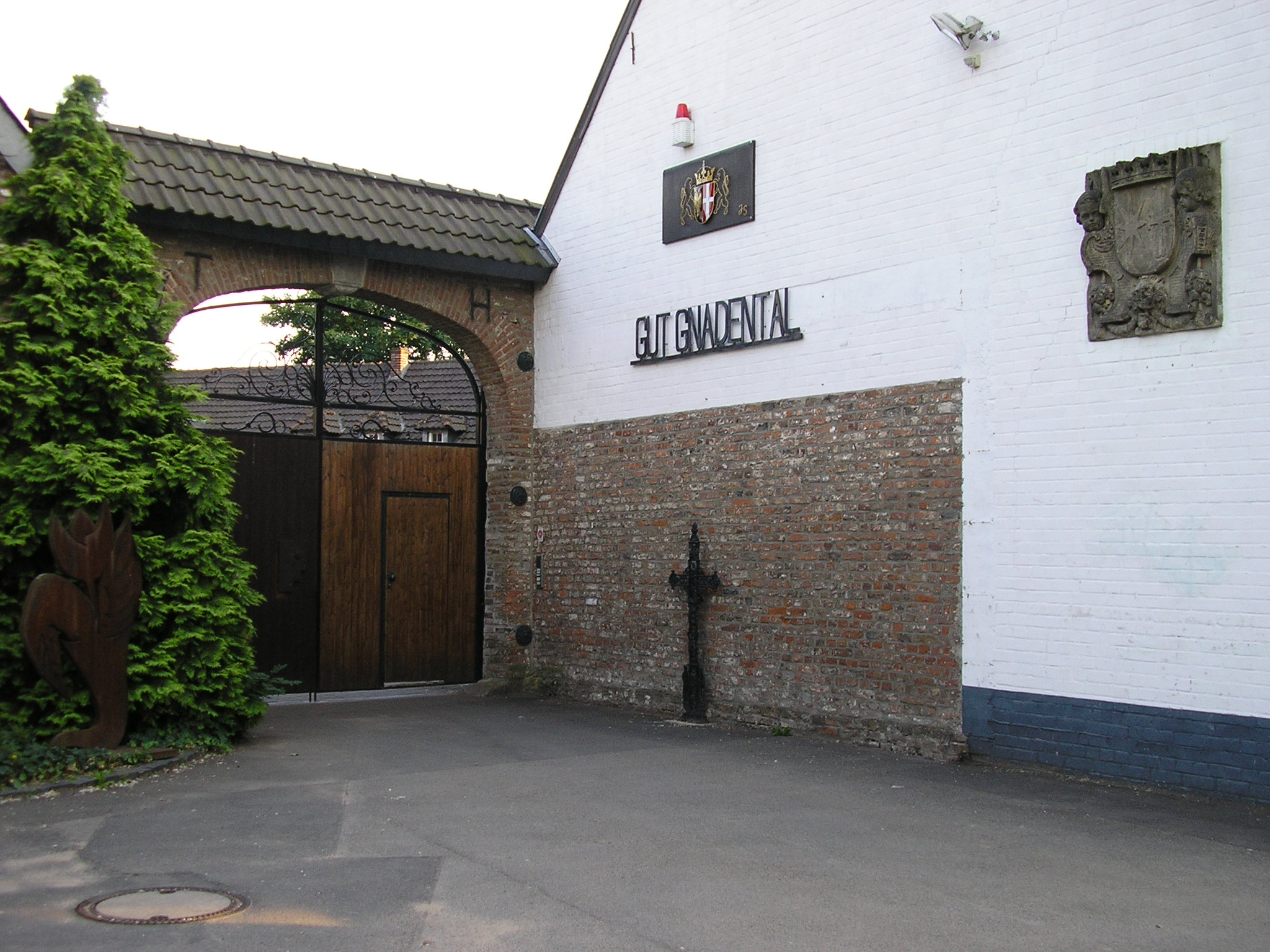
Gut Gnadental. Torhaus
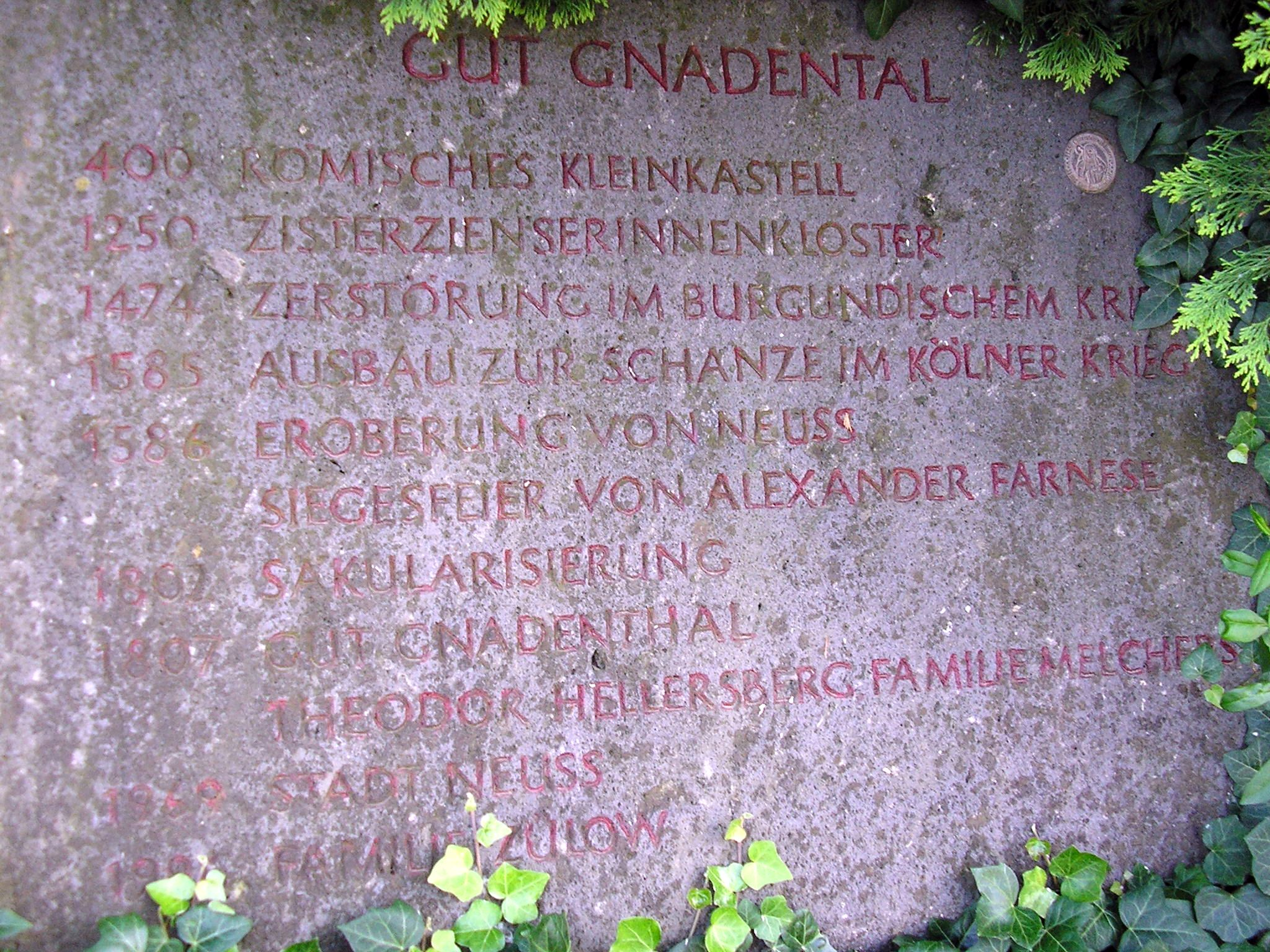
Gedenkstein Kloster Gnadental